# Acapulco, Veracruz
Acapulco är en ort i Mexiko.   Den ligger i kommunen Zentla och delstaten Veracruz, i den sydöstra delen av landet, 240 km öster om huvudstaden Mexico City. Acapulco ligger 894 meter över havet och antalet invånare är 136.
Terrängen runt Acapulco är varierad. Runt Acapulco är det ganska tätbefolkat, med 139 invånare per kvadratkilometer. Närmaste större samhälle är Huatusco de Chicuellar, 13,0 km väster om Acapulco. I omgivningarna runt Acapulco växer i huvudsak städsegrön lövskog.